# Homa Darabi
Homa Darabi (persa: هما دارابی) (Teheran, gener de 1940 - Teheran, 21 de febrer de 1994) fou una psiquiatra, professora universitària i activista política iraniana.
Darabi estudià Medicina als Estats Units d'Amèrica i retornà a l'Iran l'any 1976 per a treballar com a psiquiatra. Després de la Revolució islàmica de 1979, les autoritats iranianes cancel·laren la seva llicència per a exercir perquè rebutjà posar-se obligatòriament el xador. El 21 de febrer de 1994, s'immolà a la Plaça Tajrish de Teheran mentre cridava «Mort a la tirania! Llarga vida a la llibertat! Llarga vida a l'Iran!».
Als EUA, la seva germana Parvin Darabi creà la Fundació de la Dra. Homa Darabi en la seva memòria. També escrigué col·lectivament una biografia de la seva germana difunta sota el títol Rage Against the Veil: The Courageous Life and Death of an Islamic Dissident  ("Ràbia contra el vel: La valenta vida i mort d'una dissident islàmica").